# サテライト・ビジネス・システムズ
サテライト・ビジネス・システムズ（英語: Satellite Business Systems）は、IBM、Aetna、COMSAT三社によって1975年に設立された、複数の静止衛星を利用して音声通信・データ通信を私企業のために行なう初めての会社であった。後にIBMが、さらに後にMCIの全社所有になり、1980年代後半にはその事業がほぼ終焉した。

## 歴史
SBS設立への計画は1970年から、AT&Tの通信分野の独占の分断にも貢献したMCI Communicationsが長い地上ネットワークの設立が必要ない衛星通信の計画を進めていて、翌年ロッキード（通信衛星の製作者）と共同で衛星通信による特別電気通信事業者の許可をFCCから得た。その後さらなる投資社が必要となり、COMSATが加わった。1974年にはさらなり投資が必要となり、IBMが選ばれた。
1975年にはIBMが資本の3分の1を所有していたが、IBMとMCIはエトナ保険会社（Aetna）を加えて、三社によるサテライト・ビジネス・システムズ（略称：SBS）を設立した。

## 技術
SBSの通信衛星はKuバンドを利用したので、比較的小さなトランスポンダで済み、利用各企業には有利であると考えられていた。当時広く使われていたのは、高周波の内のCバンドで、約8フィートのディッシュを必要としていた。
SBSの地上ステーションはIBMが設計し、かなり改良したIBM 1800コンピューターと時分割多元接続モデムを使った。地上ステーションのネットワークはバージニア州マクリーン（McLean, Virginia）にあるセンターからすべてコントロールできるようになっていた。

## 販売
販売は音声およびデータによる多くの通信が行われている大企業向けて行われ、主要都市に地上ステーションを設置するように勧めていた。しかしこのアプローチは、必ずしも大企業の賛同は得られたとないえなかった。また、当時の通信プロトコルは衛星通信には向いてなかった。
後に、SBSの顧客でもあったISACOMMが中小企業への販売も試みた。
地上ステーションを設置するコストなどを考慮し、またMCI（後にベライゾン・コミュニケーションズ吸収された企業）やスプリントが地上波を利用したネットワークに成功してきたので、SBSの初期の販売目標は達成が難しくなり、SBSの通信衛星は他の目的に貸し出されたりした。SBSの販売本部は、その技術センター＆コールセンターと共に、フロリダ州タンパにあった。

## SBSの通信衛星

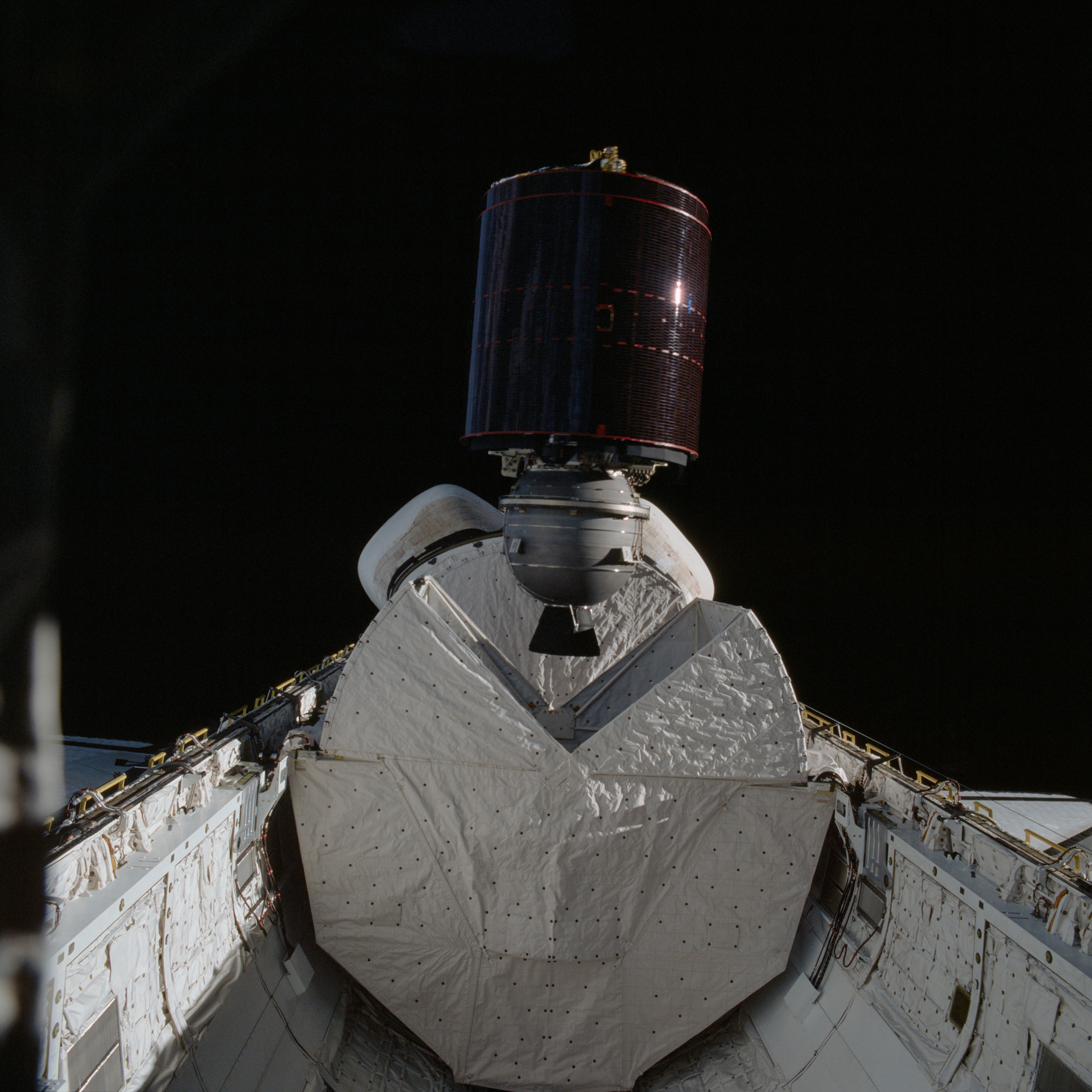
SBS 3はスペースシャトルのPAM-Dステージに収められていた。

SBSの通信衛星はSBS 1（1980年打ち上げ）からSBS 6（1990年打ち上げ）まで、6つの衛星が打ち上げられて、利用された。すべてヒューズ・エアクラフトが作り、SBS 6がHS-393ベースだった以外は、すべてHS-376ベースであった。
通信衛星SBS 3はスペースシャトルの初めての運用ミッションである「STS-5」で、1982年に打ち上げられた。SBSのエンジニアは、この通信衛星を毎分500回転させて、ある時点で爆発仕掛けで宇宙へ放り出すように設計して、成功した
その後、これら衛星はその使命を終えており、墓場軌道にある。

## SBSの終焉
1984年、COMSATがSBSを離れ、翌年にSBSはMCIに売られた。その後MCIは、SBSの顧客をほぼ地上波のネットワークへ移行した。SBSがMCIに売られた時に、4つの通信衛星が残っていて、通信衛星はロッキード・マーティンに買われたりして、最後の通信衛星（SBS 6）はインテルサットに買われた。

## 参照項目
- MCI
- IBMのPBXメーカーROLM社の買収（1985年）と売却（1993年）